# Garry Gross
Pour les articles homonymes, voir Gross.

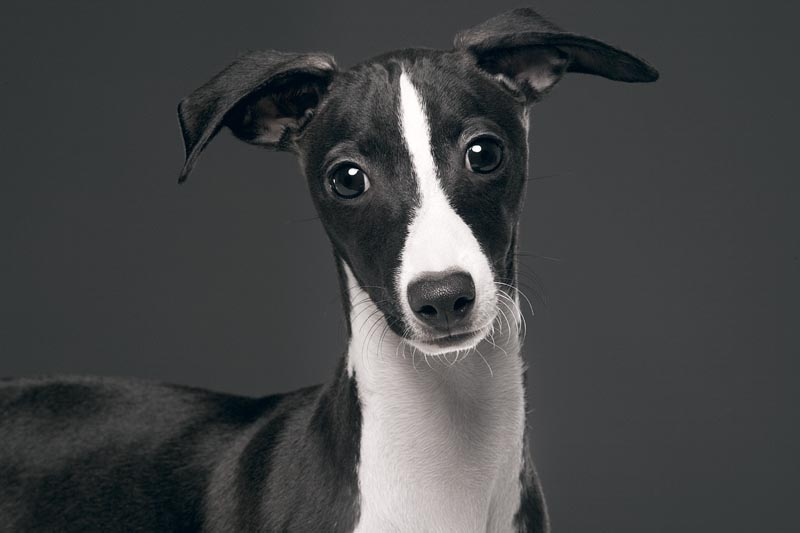
Leo, impression numérique faite par Garry Gross, 2004

Garry Gross, né le 6 novembre 1937 dans le Bronx à New York et mort à Manhattan le 30 novembre 2010, est un photographe de mode américain, qui s'est ensuite spécialisé en portrait de chien.

## Biographie
Né à New York, Gross a commencé sa carrière en tant que photographe professionnel, apprenant avec des photographes comme Francesco Scavullo, et James Moore et étudiant avec des maîtres de la photographie tels que Lisette Model et Richard Avedon. Sa photographie mêlant la mode et la beauté a été présenté dans de nombreux magazines de mode au fil des années et son travail est apparu sur les couvertures de magazines de GQ, Cosmopolitan, et du New York Magazine. Parmi les célébrités photographiés par Gross il y a Calvin Klein, Gloria Steinem, Whitney Houston et Lou Reed.
Gross a étudié avec l'Animal Behavior Center de New York et il est devenu dresseur de chien en 2002, s'aidant de cette formation il commence à travailler avec les chiens et crée le Fine Art style portraits. 
Son travail a reçu le prix The Art Directors Club and the Advertising Club of New York[réf. nécessaire].

## Les photos controversées de Brooke Shields
Gross a été le photographe qui a connu la controverse en 1975 à la suite de la série de photos prises nues, de Brooke Shields âgée de seulement dix ans. Les photos ont été prises avec le consentement de sa mère, Teri Shields, pour la publication de Playboy nommé Sugar 'n' Spice. Les images représentent Shields nue, debout et assise dans une baignoire, maquillée et couverte d'huile. En 1981, Shields a tenté d'empêcher l'usage de la photographie mais, en 1983, un tribunal américain a jugé que l'enfant est contraint par les conditions de validité de la carte, aux consentements sans restriction de l'utilisation de photographies exécutées par un tuteur, l'image n'a donc pas enfreint la loi de la violation de la pornographie juvénile[pas clair]. Dans son jugement, le juge qui présidait l'audience a déclaré : « La question qui se pose dans le cadre du présent pourvoi est de savoir si un enfant mineur peut désapprouver au préalable un consentement sans restriction en son nom par l'un de ses parents ainsi que de maintenir une action en vertu de l'article 51 de Civil Rights Law (la Loi sur les Droits) à l'encontre de son photographe pour la publication de photos d'elle. Nous croyons qu'elle ne peut pas ».
Gross est mort d'une crise cardiaque chez lui dans le  quartier de Greenwich Village à New York le 30 novembre 2010.